# 罗恩·克莱恩
罗恩·艾伦·克莱恩（英語：Ronald Alan Klain，1961年8月8日—），美国政治家和律师，民主党党员。曾任白宮幕僚長。

## 從政

### 白宮副總統幕僚長
曾为美国两位副总统阿尔·戈尔和乔·拜登担任办公厅主任。

### 伊波拉病毒應對協調員
在美国报告了埃博拉病毒病例后，于2014年底被巴拉克·奥巴马任命为白宫埃博拉病毒应对协调员，任期至2015年初。

### 白宮幕僚長
2020年初，以高级顾问的身份加入了拜登的总统竞选。拜登胜选后，当选总统拜登宣布罗恩·克莱恩将担任白宫幕僚长。2021年1月20日，克莱恩正式担任白宫幕僚长。2023年1月，克莱恩宣布自己將辭去白宮幕僚長一職。